# Ukraina na Letnich Igrzyskach Olimpijskich 2012
Ukrainę na Letnich Igrzyskach Olimpijskich 2012 reprezentowało 230 zawodników: 119 mężczyzn i 111 kobiet. Był to piąty start reprezentacji Ukrainy na letnich igrzyskach olimpijskich.

## Zdobyte medale
| Medal     | Zawodnik                                                                     | Dyscyplina           | Konkurencja                            | Rezultat                                                             |
| --------- | ---------------------------------------------------------------------------- | -------------------- | -------------------------------------- | -------------------------------------------------------------------- |
| Złoto     | Wasyl Łomaczenko                                                             | Boks                 | waga lekka mężczyzn                    | w finale pokonał Koreańczyka Han Soon-chul 19:9                      |
| Złoto     | Ołeksandr Usyk                                                               | Boks                 | waga ciężka mężczyzn                   | w finale pokonał Włocha Clementa Russo 14-11                         |
| Złoto     | Jurij Czeban                                                                 | Kajakarstwo          | C-1 200 m mężczyzn                     | 42,291 s                                                             |
| Złoto DSQ | Ołeksij Torochtij                                                            | Podnoszenie ciężarów | waga do 105 kg mężczyzn                | 412 kg                                                               |
| Złoto     | Jana Szemiakina                                                              | Szermierka           | szpada indywidualnie kobiet            | w finale pokonała Niemkę Brittę Heidemann 9:8                        |
| Złoto     | Kateryna Tarasenko, Natalija Dowhodko, Anastasija Kożenkowa, Jana Dementiewa | Wioślarstwo          | czwórka podwójna kobiet                | 6:35,93 min                                                          |
| Srebro    | Denys Berinczyk                                                              | Boks                 | waga lekkopółśrednia mężczyzn          | w finale przegrał z Kubańczykiem Ronielem Iglesiasem 15:22           |
| Srebro    | Inna Osypenko-Radomska                                                       | Kajakarstwo          | K-1 200 m kobiet                       | 45,053 s                                                             |
| Srebro    | Inna Osypenko-Radomska                                                       | Kajakarstwo          | K-1 500 m kobiet                       | 1:52,685 min                                                         |
| Srebro    | Ołeksandr Pjatnycia                                                          | Lekkoatletyka        | rzut oszczepem mężczyzn                | 84,51 m                                                              |
| Srebro    | Wałerij Andrijcew                                                            | Zapasy               | styl wolny kategoria do 96 kg mężczyzn | w finale przegrał z Amerykaninem Jakem Varnerem 2-0                  |
| Brąz      | Taras Szełestiuk                                                             | Boks                 | waga półśrednia mężczyzn               | w półfinale przegrał z Brytyjczykiem Fredim Evansem 10:11            |
| Brąz      | Ołeksandr Hwozdyk                                                            | Boks                 | waga półciężka mężczyzn                | w półfinale przegrał z Kazachem Ädylbek Nijazymbetow                 |
| Brąz      | Ihor Radiwiłow                                                               | Gimnastyka           | skok mężczyzn                          | 16,316 pkt                                                           |
| Brąz      | Ołesia Powch, Chrystyna Stuj, Marija Riemień, Jelizaweta Bryzhina            | Lekkoatletyka        | sztafeta 4 × 100 m kobiet              | 42,04 s                                                              |
| Brąz      | Olha Saładucha                                                               | Lekkoatletyka        | trójskok kobiet                        | 14,79 m                                                              |
| Brąz      | Julija Kalina                                                                | Podnoszenie ciężarów | kategoria 58 kg kobiet                 | 232 kg                                                               |
| Brąz      | Ołena Kostewycz                                                              | Strzelectwo          | pistolet pneumatyczny 10 m kobiet      | 486,6 pkt                                                            |
| Brąz      | Ołena Kostewycz                                                              | Strzelectwo          | pistolet sportowy 25 m kobiet          | 788,6 pkt                                                            |
| Brąz      | Olha Charłan                                                                 | Szermierka           | szabla kobiet indywidualnie            | w pojedynku o brązowy medal pokonała Amerykankę Mariel Zagunis 15:10 |

## Skład kadry

### Badminton
Mężczyźni
| Zawodnik        | Konkurencja    | Faza grupowa                | Faza grupowa        | Faza grupowa      | Faza grupowa | Eliminacje        | Ćwierćfinał       | Półfinał          | Finał             | Finał   |
| Zawodnik        | Konkurencja    | Przeciwnik Punkty           | Przeciwnik Punkty   | Przeciwnik Punkty | Miejsce      | Przeciwnik Punkty | Przeciwnik Punkty | Przeciwnik Punkty | Przeciwnik Punkty | Miejsce |
| --------------- | -------------- | --------------------------- | ------------------- | ----------------- | ------------ | ----------------- | ----------------- | ----------------- | ----------------- | ------- |
| Dmytro Zawadski | gra pojedyncza | Mohamed Afjan Rasheed W 2-0 | Marc Zwiebler P 1-2 |                   | 2.           | → Nie awansował   | → Nie awansował   | → Nie awansował   | → Nie awansował   | 17.     |

Kobiety
| Łarysa Hryha | gra pojedyncza | Kristína Gavnholt P 1-2 | Juliane Schenk P 0-2 | 3. |  | → Nie awansowała | 33. |

### Boks
Mężczyźni
| Zawodnik          | Konkurencja | 1/16               | 1/8                     | Ćwierćfinał                  | Półfinał                          | Finał                   | Finał   |
| Zawodnik          | Konkurencja | Przeciwnik Wynik   | Przeciwnik Wynik        | Przeciwnik Wynik             | Przeciwnik Wynik                  | Przeciwnik Wynik        | Miejsce |
| ----------------- | ----------- | ------------------ | ----------------------- | ---------------------------- | --------------------------------- | ----------------------- | ------- |
| Pawło Iszczenko   | 56 kg       | Joseph Diaz P 9:19 | → Nie awansował         | → Nie awansował              | → Nie awansował                   | → Nie awansował         | 17.     |
| Wasyl Łomaczenko  | 60 kg       |                    | Wellington Arias W 15:3 | Félix Verdejo W 14:9         | Yasniel Toledo W 14:11            | Han Soon-chul W 19:9    | złoto   |
| Denys Berinczyk   | 64 kg       |                    | Anthony Yigit W 24:23   | Jeff Horn W 21:13            | Uranczimegijn Mönch-Erden W 29:21 | Roniel Iglesias P 15:22 | srebro  |
| Taras Szełestiuk  | 69 kg       |                    | Vasile Belous W 15:7    | Alexis Vastine W 18+:18      | Fred Evans P 10:11                | → Nie awansował         | brąz    |
| Jewhen Chytrow    | 75 kg       |                    | Anthony Ogogo P 18:18+  | → Nie awansował              | → Nie awansował                   | → Nie awansował         | 9.      |
| Ołeksandr Hwozdyk | 81 kg       |                    | Osmer Bravo W 18:6      | Abdelhafid Benchabla W 19:17 | Ädylbek Nijazymbetow P 13:13+     | → Nie awansował         | brąz    |
| Ołeksandr Usyk    | 91 kg       |                    |                         | Artur Bietierbiew W 17:13    | Terweł Pulew W 21:5               | Clemente Russo W 14:11  | złoto   |

### Gimnastyka
Mężczyźni
| Zawodnik           | Konkurencje            | Konkurencje            | Konkurencje     | Konkurencje     | Konkurencje                 | Konkurencje                 | Konkurencje          | Konkurencje          | Konkurencje            | Konkurencje            | Konkurencje         | Konkurencje         | Konkurencje | Konkurencje | Konkurencje        | Konkurencje        |
| Zawodnik           | Wielobój indywidualnie | Wielobój indywidualnie | Ćwiczenia wolne | Ćwiczenia wolne | Ćwiczenia na koniu z łękami | Ćwiczenia na koniu z łękami | Ćwiczenia na kółkach | Ćwiczenia na kółkach | Ćwiczenia na poręczach | Ćwiczenia na poręczach | Ćwiczenia na drążku | Ćwiczenia na drążku | Skoki       | Skoki       | Wielobój drużynowy | Wielobój drużynowy |
| Zawodnik           | Wynik                  | Pozycja                | Wynik           | Pozycja         | Wynik                       | Pozycja                     | Wynik                | Pozycja              | Wynik                  | Pozycja                | Wynik               | Pozycja             | Wynik       | Pozycja     | Wynik              | Pozycja            |
| ------------------ | ---------------------- | ---------------------- | --------------- | --------------- | --------------------------- | --------------------------- | -------------------- | -------------------- | ---------------------- | ---------------------- | ------------------- | ------------------- | ----------- | ----------- | ------------------ | ------------------ |
| Ihor Radiwiłow     |                        |                        |                 |                 |                             |                             | 15,300               | 9.                   |                        |                        |                     |                     | 16,613      | brąz        | 271,526            | 4.                 |
| Mykoła Kuksenkow   | 90,432                 | 4.                     | 14,533          | 34.             | 14,900                      | 9.                          | 15,000               | 18.                  | 15,066                 | 22.                    | 14,666              | 25.                 |             |             | 271,526            | 4.                 |
| Witalij Nakoneczny |                        |                        | 14,066          | 47.             | 14,766                      | 6.                          |                      |                      | 14,133                 | 51.                    | 14,800              | 21.                 |             |             | 271,526            | 4.                 |
| Oleh Stepko        | 87,047                 | 20.                    | 15,033          | 20.             | 14,400                      | 16.                         | 14,866               | 26.                  | 13,366                 | 66.                    | 13,466              | 59.                 |             |             | 271,526            | 4.                 |
| Ołeh Werniajew     | 88,931                 | 11.                    | 15,033          | 21.             | 14,366                      | 18.                         | 14,600               | 34.                  | 14,566                 | 40.                    | 14,066              | 41.                 | 15,549      | 8.          | 271,526            | 4.                 |

Kobiety
| Zawodniczka        | Wynik                  | Wynik                  | Wynik           | Wynik           | Wynik                  | Wynik                  | Wynik                   | Wynik                   | Wynik  | Wynik   | Wynik              | Wynik              |
| Zawodniczka        | Wielobój indywidualnie | Wielobój indywidualnie | Ćwiczenia wolne | Ćwiczenia wolne | Ćwiczenia na poręczach | Ćwiczenia na poręczach | Ćwiczenia na równoważni | Ćwiczenia na równoważni | Skoki  | Skoki   | Wielobój drużynowy | Wielobój drużynowy |
| Zawodniczka        | Wynik                  | Pozycja                | Wynik           | Pozycja         | Wynik                  | Pozycja                | Wynik                   | Pozycja                 | Wynik  | Pozycja | Wynik              | Pozycja            |
| ------------------ | ---------------------- | ---------------------- | --------------- | --------------- | ---------------------- | ---------------------- | ----------------------- | ----------------------- | ------ | ------- | ------------------ | ------------------ |
| Natalija Kononenko | 50,832                 | 44.                    | 12,500          | 68.             | 13,433                 | 41.                    | 12,066                  | 66.                     | 12,833 | 73.     |                    |                    |

#### Gimnastyka artystyczna
| Zawodnik                                                                                               | Konkurencja           | Eliminacje | Eliminacje | Finał   | Finał   |
| Zawodnik                                                                                               | Konkurencja           | Wynik      | Pozycja    | Wynik   | Pozycja |
| --- | --------------------- | ---------- | ---------- | ------- | ------- |
| Alina Maksimienko                                                                                      | wielobój indywidualny | 110,025    | 7.         | 109,625 | 6.      |
| Hanna Rizatdinowa                                                                                      | wielobój indywidualny | 108,850    | 10.        | 107,400 | 10.     |
| Jelena Dmitrasz Jewgienija Gomon Walerija Gudim Wiktorija Leniszyn Wiktorija Mazur Swietłana Prokopowa | wielobój drużynowy    | 54,150     | 6.         | 54,375  | 5.      |

#### Skoki na trampolinie
| Zawodnik      | Konkurencja | Eliminacje                     | Eliminacje                 | Eliminacje        | Eliminacje         | Eliminacje | Finał            | Finał             | Finał            | Finał            | Finał            | Finał   |
| Zawodnik      | Konkurencja | Eliminacje – Układ obowiązkowy | Eliminacje – Układ dowolny | Eliminacje – Kara | Eliminacje – Razem | Pozycja    | Finał – Trudność | Finał – Wykonanie | Finał – Lot      | Finał – Kara     | Finał – Łącznie  | Pozycja |
| Zawodnik      | Konkurencja | Punkty                         | Punkty                     | Punkty            | Punkty             | Pozycja    | Punkty           | Punkty            | Punkty           | Punkty           | Punkty           | Pozycja |
| ------------- | ----------- | ------------------------------ | -------------------------- | ----------------- | ------------------ | ---------- | ---------------- | ----------------- | ---------------- | ---------------- | ---------------- | ------- |
| Jurij Nikitin | mężczyźni   | 48,935                         | 30,165                     |                   | 79,700             | 14.        | → Nie awansowała | → Nie awansowała  | → Nie awansowała | → Nie awansowała | → Nie awansowała | 14.     |
| Maryna Kjiko  | kobiety     | 41,940                         | 31,520                     |                   | 73,460             | 16.        | → Nie awansowała | → Nie awansowała  | → Nie awansowała | → Nie awansowała | → Nie awansowała | 16.     |

### Jeździectwo
| Zawodnik            | Konkurencja              | Grand Prix | Grand Prix | Grand Prix Special | Grand Prix Special | Finał            | Finał |
| Zawodnik            | Konkurencja              | Wynik      | Poz.       | Wynik              | Poz.               | Wynik            | Poz.  |
| ------------------- | ------------------------ | ---------- | ---------- | ------------------ | ------------------ | ---------------- | ----- |
| Swietłana Kisielowa | Ujeżdżenie indywidualnie | 66,763     | 46.        | → Nie awansowała   | → Nie awansowała   | → Nie awansowała | 46.   |

| Zawodnik                                                         | Konkurencja         | Runda 1 | Runda 1 | Runda 2         | Runda 2         | Runda 2         | Runda 3          | Runda 3          | Runda 3          | Finał            | Finał            | Finał            | Finał            | Finał | Finał |
| Zawodnik                                                         | Konkurencja         | Runda 1 | Runda 1 | Runda 2         | Runda 2         | Runda 2         | Runda 3          | Runda 3          | Runda 3          | Runda A          | Runda A          | Runda B          | Runda B          | Razem | Razem |
| Zawodnik                                                         | Konkurencja         | Błędy   | Poz.    | Błędy           | Razem           | Poz.            | Błędy            | Razem            | Poz.             | Błędy            | Poz.             | Błędy            | Poz.             | Błędy | Poz.  |
| ---------------------------------------------------------------- | ------------------- | ------- | ------- | --------------- | --------------- | --------------- | ---------------- | ---------------- | ---------------- | ---------------- | ---------------- | ---------------- | ---------------- | ----- | ----- |
| Cassio Rivetti                                                   | Skoki indywidualnie | 0       | 1.      | 5               | 5               | 27.             | 12               | 17               | 37.              | 5                | 20.              | 4                | 12.              | 9     | 12.   |
| Björn Nagel                                                      | Skoki indywidualnie | 4       | 42.     | 4               | 8               | 31.             | 13               | 21               | 41.              | → Nie awansował  | → Nie awansował  | → Nie awansował  | → Nie awansował  | 21    | 41.   |
| Kateryna Offell                                                  | Skoki indywidualnie | 4       | 42.     | 12              | 16              | 58.             | → Nie awansowała | → Nie awansowała | → Nie awansowała | → Nie awansowała | → Nie awansowała | → Nie awansowała | → Nie awansowała | 16    | 58.   |
| Ołeksandr Oniszczenko                                            | Skoki indywidualnie | 18      | 70.     | → Nie awansował | → Nie awansował | → Nie awansował | → Nie awansował  | → Nie awansował  | → Nie awansował  | → Nie awansował  | → Nie awansował  | → Nie awansował  | → Nie awansował  | 18    | 70.   |
| Cassio Rivetti Björn Nagel Kateryna Offell Ołeksandr Oniszczenko | Skoki drużynowo     | 8       | 12.     |                 |                 |                 |                  |                  |                  | 21               | 14               | → Nie awansowali | → Nie awansowali | 21    | 14.   |

### Judo
Mężczyźni
| Zawodnik             | Konkurencja | 1/32                       | 1/16                     | 1/8                                 | Ćwierćfinał      | Półfinał         | Pierwsza runda repasaży | Półfinał repasaży | Finał            | Finał   |
| Zawodnik             | Konkurencja | Przeciwnik Wynik           | Przeciwnik Wynik         | Przeciwnik Wynik                    | Przeciwnik Wynik | Przeciwnik Wynik | Przeciwnik Wynik        | Przeciwnik Wynik  | Przeciwnik Wynik | Pozycja |
| -------------------- | ----------- | -------------------------- | ------------------------ | ----------------------------------- | ---------------- | ---------------- | ----------------------- | ----------------- | ---------------- | ------- |
| Georgij Zantaraja    | −60 kg      |                            | Elio Verde P 0000-0001   | → Nie awansował                     | → Nie awansował  | → Nie awansował  | → Nie awansował         | → Nie awansował   | → Nie awansował  | 17.     |
| Serhij Berbot        | −66 kg      |                            | Cho Jun-ho P 0002-0011   | → Nie awansował                     | → Nie awansował  | → Nie awansował  | → Nie awansował         | → Nie awansował   | → Nie awansował  | 17.     |
| Wołodymyr Soroka     | −73 kg      |                            | João Pina W 0102-0011    | Sajndżarglyn Najm-Oczir P 0002-0011 | → Nie awansował  | → Nie awansował  | → Nie awansował         | → Nie awansował   | → Nie awansował  | 9.      |
| Artem Wasylenko      | −81 kg      | Islam Bozbajew P 0001–1000 | → Nie awansował          | → Nie awansował                     | → Nie awansował  | → Nie awansował  | → Nie awansował         | → Nie awansował   | → Nie awansował  | 33.     |
| Roman Hontiuk        | −90 kg      |                            | Tiago Camilo P 0001-1001 | → Nie awansował                     | → Nie awansował  | → Nie awansował  | → Nie awansował         | → Nie awansował   | → Nie awansował  | 17.     |
| Artem Błoszenko      | −100 kg     |                            | Daniel Kelly W 0100-0003 | Hwang Hee-tae P 1001-0000           | → Nie awansował  | → Nie awansował  | → Nie awansował         | → Nie awansował   | → Nie awansował  | 9.      |
| Stanisław Bondarenko | +100 kg     |                            | Matjaž Ceraj P 0002-0021 | → Nie awansował                     | → Nie awansował  | → Nie awansował  | → Nie awansował         | → Nie awansował   | → Nie awansował  | 17.     |

Kobiety
| Zawodniczka       | Konkurencja | 1/16                       | 1/8                         | Ćwierćfinał          | Półfinał            | Pierwsza runda repasaży        | Półfinał repasaży         | Finał               | Finał   |
| Zawodniczka       | Konkurencja | Przeciwniczka Wynik        | Przeciwniczka Wynik         | Przeciwniczka Wynik  | Przeciwniczka Wynik | Przeciwniczka Wynik            | Przeciwniczka Wynik       | Przeciwniczka Wynik | Pozycja |
| ----------------- | ----------- | -------------------------- | --------------------------- | -------------------- | ------------------- | ------------------------------ | ------------------------- | ------------------- | ------- |
| Natalija Smal     | – 70 kg     | Cecilla Blanco P 0002-0110 | → Nie awansowała            | → Nie awansowała     | → Nie awansowała    | → Nie awansowała               | → Nie awansowała          | → Nie awansowała    | 17.     |
| Maryna Pryszczypa | – 78 kg     |                            | Audrey Tcheuméo P 0000-1000 | → Nie awansował      | → Nie awansował     | → Nie awansował                | → Nie awansował           | → Nie awansował     | 9.      |
| Iryna Kindzierska | +78 kg      |                            | Gülşah Kocatürk W 1030-0002 | Tong Wen P 0000-1000 | → Nie awansował     | Jelena Iwaszczenko W 0010-0002 | Karina Bryant P 0110-0200 | → Nie awansował     | 5.      |

### Kajakarstwo
Mężczyźni
| Zawodnik     | Konkurencja | Eliminacje | Eliminacje | Półfinały | Półfinały | Finał A/B | Finał A/B | Pozycja |
| Zawodnik     | Konkurencja | Czas       | Pozycja    | Czas      | Pozycja   | Czas      | Pozycja   | Pozycja |
| ------------ | ----------- | ---------- | ---------- | --------- | --------- | --------- | --------- | ------- |
| Jurij Czeban | C-1 200m    | 41,036     | 1.         | 40,647    | 1.        | 42,291    | 1.(A)     | złoto   |

Kobiety
| Zawodniczka            | Konkurencja | Eliminacje | Eliminacje | Półfinały | Półfinały | Finał    | Finał   | Pozycja |
| Zawodniczka            | Konkurencja | Czas       | Pozycja    | Czas      | Pozycja   | Czas     | Pozycja | Pozycja |
| ---------------------- | ----------- | ---------- | ---------- | --------- | --------- | -------- | ------- | ------- |
| Inna Osypenko-Radomska | K-1 200m    | 42,119     | 1.         | 41,360    | 3.        | 45,053   | 2. (A)  | srebro  |
| Inna Osypenko-Radomska | K-1 500m    | 1:52,268   | 4.         | 1:51,515  | 2.        | 1:52,685 | 2. (A)  | srebro  |

### Kolarstwo

#### Kolarstwo szosowe
| Zawodnik       | Konkurencja                    | Czas                       | Pozycja                    |
| -------------- | ------------------------------ | -------------------------- | -------------------------- |
| Andrij Hriwko  | wyścig ze startu wspólnego (m) | 5:46:05                    | 17.                        |
| Dmytro Krywcow | wyścig ze startu wspólnego (m) | 5:46:37                    | 66.                        |
| Alona Andruk   | wyścig ze startu wspólnego (k) | → Przekroczyła limit czasu | → Przekroczyła limit czasu |

#### Kolarstwo górskie
| Zawodnik       | Konkurencja       | Czas    | Pozycja |
| -------------- | ----------------- | ------- | ------- |
| Jana Bełomoina | cross-country (k) | 1:35:46 | 13.     |
| Serhij Rysenko | cross-country (m) | 1:37:32 | 31.     |

#### Kolarstwo torowe
Sprint
| Zawodnik                 | Konkurencja       | Kwalifikacje  | Runda 1                | Runda 2         | Repasaże                       | Ćwierćfinały    | Półfinały        | Finał            | Finał   |
| Zawodnik                 | Konkurencja       | Time Speed    | Przeciwnik Czas        | Przeciwnik Czas | Przeciwnik Czas                | Przeciwnik Czas | Przeciwnik Czas  | Przeciwnik Czas  | Pozycja |
| ------------------------ | ----------------- | ------------- | ---------------------- | --------------- | ------------------------------ | --------------- | ---------------- | ---------------- | ------- |
| Lubow Szulika            | indywidualnie (k) | 11,319 63,609 | Natasha Hansen 11,808  | Kristina Vogel  | Willy Kanis Lee Wai Sze 11,461 | Anna Meares     | → Nie awansowała | → Nie awansowała | 8.      |
| Lubow Szulika Ołena Ćioś | drużynowo (K)     | 33,708        | Wielka Brytania 33,620 |                 |                                |                 |                  | Australia        | 4.      |

Keirin
| Zawodnik      | Konkurencja | Runda 1 | Repesaż | Runda 2          | Finał            | Miejsce |
| Zawodnik      | Konkurencja | Pozycja | Pozycja | Pozycja          | Pozycja          | Miejsce |
| ------------- | ----------- | ------- | ------- | ---------------- | ---------------- | ------- |
| Lubow Szulika | kobiety     | 5.      | 4.      | → Nie awansowała | → Nie awansowała | 13.     |

Wyścig na dochodzenie drużynowy
| Zawodnik                                               | Konkurencja | Kwalifikacje | Kwalifikacje | Pierwsza runda   | Pierwsza runda   | Runda kwalifikacyjna | Runda kwalifikacyjna | Runda medalowa   | Runda medalowa   |
| Zawodnik                                               | Konkurencja | Czas         | M.           | Przeciwnik Wynik | M.               | Przeciwnik Wynik     | M.                   | Przeciwnik Wynik | M.               |
| ------------------------------------------------------ | ----------- | ------------ | ------------ | ---------------- | ---------------- | -------------------- | -------------------- | ---------------- | ---------------- |
| Jełyzaweta Boczkariowa Switłana Haluk Łesia Kałytowśka | Kobiety     | 3:25,160     | 9.           | → Nie awansowały | → Nie awansowały | → Nie awansowały     | → Nie awansowały     | → Nie awansowały | → Nie awansowały |

### Lekkoatletyka
Mężczyźni
Konkurencje biegowe
| Zawodnik             | Konkurencja           | Eliminacje | Eliminacje | Półfinał        | Półfinał        | Finał             | Finał             |
| Zawodnik             | Konkurencja           | Wynik      | Miejsce    | Wynik           | Miejsce         | Wynik             | Miejsce           |
| -------------------- | --------------------- | ---------- | ---------- | --------------- | --------------- | ----------------- | ----------------- |
| Serhij Smełyk        | 200 m                 | 20,65      | 4.         | → Nie awansował | → Nie awansował | → Nie awansował   | → Nie awansował   |
| Witalij Butrym       | 400 m                 | 47,62      | 5.         | → Nie awansował | → Nie awansował | → Nie awansował   | → Nie awansował   |
| Serhij Łebid         | 5000 m                | 13:53,15   | 17.        |                 |                 | → Nie awansował   | → Nie awansował   |
| Mykoła Labowskij     | 10 000 m              |            |            |                 |                 | 29:32,12          | 26.               |
| Ołeksandr Sitkowśkyj | maraton               |            |            |                 |                 | 2:12:56           | 12.               |
| Witalij Szafar       | maraton               |            |            |                 |                 | 2:16:36           | 29.               |
| Iwan Babaryka        | maraton               |            |            |                 |                 | 2:21:52           | 59.               |
| Wadym Słobodeniuk    | 3000 m z przeszkodami | 8:23:35    | 8.         |                 |                 | → Nie awansował   | → Nie awansował   |
| Stanisław Melnykow   | 400 m przez płotki    | 50,13      | 3.         | 50,19           | 6.              | → Nie awansował   | → Nie awansował   |
| Nazar Kowalenko      | chód na 20 km         |            |            |                 |                 | 1:22:54           | 27.               |
| Iwan Łosiew          | chód na 20 km         |            |            |                 |                 | 1:26:50           | 47.               |
| Rusłan Dmytrenko     | chód na 20 km         |            |            |                 |                 | 1:23:21           | 30.               |
| Ihor Hławan          | chód na 50 km         |            |            |                 |                 | 3:48:07           | 19.               |
| Serhij Budza         | chód na 50 km         |            |            |                 |                 | 3:56:35           | 35.               |
| Ołeksij Kazanin      | chód na 50 km         |            |            |                 |                 | → Dyskwalifikacja | → Dyskwalifikacja |

Konkurencje techniczne
| Zawodnik            | Konkurencja    | Kwalifikacje                     | Kwalifikacje                     | Finał                            | Finał                            |
| Zawodnik            | Konkurencja    | Wynik                            | Miejsce                          | Wynik                            | Miejsce                          |
| ------------------- | -------------- | -------------------------------- | -------------------------------- | -------------------------------- | -------------------------------- |
| Mykyta Nesterenko   | rzut dyskiem   | 59,17                            | 34.                              | → Nie awansował                  | → Nie awansował                  |
| Andrij Semenow      | pchnięcie kulą | → Nie zaliczył żadnej odległości | → Nie zaliczył żadnej odległości | → Nie zaliczył żadnej odległości | → Nie zaliczył żadnej odległości |
| Wiktor Kuzniecow    | skok w dal     | 7,50                             | 31.                              | → Nie awansował                  | → Nie awansował                  |
| Sheryf El-Sheryf    | trójskok       | 16,60                            | 13.                              | → Nie awansował                  | → Nie awansował                  |
| Ołeksandr Pjatnycia | rzut oszczepem | 82,72                            | 4.                               | 84,51                            | srebro                           |
| Roman Awramenko     | rzut oszczepem | 80,06                            | 14.                              | → Nie awansował                  | → Nie awansował                  |
| Ołeksij Sokyrski    | rzut młotem    | 77,65                            | 4.                               | 78,25                            | 4.                               |
| Ołeksandr Dryhol    | rzut młotem    | 69,57                            | 34.                              | → Nie awansował                  | → Nie awansował                  |
| Artiom Rubanko      | rzut młotem    | → Nie zaliczył żadnej odległości | → Nie zaliczył żadnej odległości | → Nie zaliczył żadnej odległości | → Nie zaliczył żadnej odległości |
| Andrij Procenko     | skok wzwyż     | 2,29                             | 5.                               | 2,25                             | 9.                               |
| Bohdan Bondarenko   | skok wzwyż     | 2,26                             | 8.                               | 2,29                             | 7.                               |
| Dmytro Demjaniuk    | skok wzwyż     | 2,21                             | 16.                              | → Nie awansował                  | → Nie awansował                  |
| Maksym Mazuryk      | skok o tyczce  | 5,35                             | 18.                              | → Nie awansował                  | → Nie awansował                  |
| Denys Jurczenko     | skok o tyczce  | → Nie zaliczył żadnej wysokości  | → Nie zaliczył żadnej wysokości  | → Nie zaliczył żadnej wysokości  | → Nie zaliczył żadnej wysokości  |

| Zawodnik         | Konkurencje   | Konkurencje                | Wyniki  | Punkty | Miejsce |
| ---------------- | ------------- | -------------------------- | ------- | ------ | ------- |
| Ołeksij Kasjanow | dziesięciobój | bieg 100 m                 | 10,56   | 961    | 4.      |
| Ołeksij Kasjanow | dziesięciobój | skok w dal                 | 7,55    | 947    | 4.      |
| Ołeksij Kasjanow | dziesięciobój | pchnięcie kulą             | 14,45   | 756    | 15.     |
| Ołeksij Kasjanow | dziesięciobój | skok wzwyż                 | 1,99    | 794    | 12.     |
| Ołeksij Kasjanow | dziesięciobój | bieg 400 m                 | 48,44   | 888    | 7.      |
| Ołeksij Kasjanow | dziesięciobój | bieg na 110 m przez płotki | 14,09   | 963    | 4.      |
| Ołeksij Kasjanow | dziesięciobój | rzut dyskiem               | 46,72   | 802    | 5.      |
| Ołeksij Kasjanow | dziesięciobój | skok o tyczce              | 4,60    | 790    | 15.     |
| Ołeksij Kasjanow | dziesięciobój | rzut oszczepem             | 54,87   | 661    | 21.     |
| Ołeksij Kasjanow | dziesięciobój | bieg na 1500 m             | 4:33,68 | 721    | 8.      |
| Ołeksij Kasjanow | dziesięciobój | Finał                      |         | 8283   | 7.      |

Kobiety
Konkurencje biegowe
| Zawodnik                                                       | Konkurencja           | Eliminacje              | Eliminacje              | Półfinał         | Półfinał         | Finał                 | Finał                 |
| Zawodnik                                                       | Konkurencja           | Wynik                   | Miejsce                 | Wynik            | Miejsce          | Wynik                 | Miejsce               |
| -------------------------------------------------------------- | --------------------- | ----------------------- | ----------------------- | ---------------- | ---------------- | --------------------- | --------------------- |
| Ołesia Powch                                                   | 100 m                 | 11,18                   | 3.                      | 11,30            | 6.               | → Nie awansowała      | → Nie awansowała      |
| Natalija Pohrebniak                                            | 100 m                 | 11,46                   | 5.                      | → Nie awansowała | → Nie awansowała | → Nie awansowała      | → Nie awansowała      |
| Chrystyna Stuj                                                 | 200 m                 | 22,66                   | 3.                      | 22,76            | 4.               | → Nie awansowała      | → Nie awansowała      |
| Marija Riemień                                                 | 200 m                 | 22,58                   | 1.                      | 22,62            | 4.               | → Nie awansowała      | → Nie awansowała      |
| Jelizaweta Bryzhina                                            | 200 m                 | 22,82                   | 3.                      | 22,64            | 5.               | → Nie awansowała      | → Nie awansowała      |
| Alina Łohwynenko                                               | 400 m                 | 52,08                   | 2.                      | 51,38            | 6.               | → Nie awansowała      | → Nie awansowała      |
| Natalija Pyhyda                                                | 400 m                 | 51,09                   | 2.                      | 51,41            | 4.               | → Nie awansowała      | → Nie awansowała      |
| Natalija Łupu                                                  | 800 m                 | 2:08.35                 | 1.                      | 2:01.63          | 5.               | → Nie awansowała      | → Nie awansowała      |
| Julija Krewsun                                                 | 800 m                 | → Nie ukończyła biegu\| | → Nie ukończyła biegu\| | → nie awansowała | → nie awansowała | → nie awansowała      | → nie awansowała      |
| Andżela Szewczenko                                             | 1500 m                | 4:12,97                 | 13.                     | → nie awansowała | → nie awansowała | → nie awansowała      | → nie awansowała      |
| Anna Miszczenko                                                | 1500 m                | 4:13,63                 | 13.                     | → nie awansowała | → nie awansowała | → nie awansowała      | → nie awansowała      |
| Ludmyła Kowałenko                                              | 5000 m                | 15:18,60                | 11.                     |                  |                  | → nie awansowała      | → nie awansowała      |
| Olha Skrypak                                                   | 10 000 m              |                         |                         |                  |                  | 32:14,59              | 20.                   |
| Tetiana Hamera-Szmyrko                                         | maraton               |                         |                         |                  |                  | 2:24:56               | 5.                    |
| Ołena Burkowska                                                | maraton               |                         |                         |                  |                  | 2:33:26               | 48.                   |
| Tetiana Fiłoniuk                                               | maraton               |                         |                         |                  |                  | → Nie ukończyła biegu | → Nie ukończyła biegu |
| Hanna Jaroszczuk                                               | 400 m przez płotki    | 54,81                   | 3.                      | 55,51            | 4.               | → Nie awansowała      | → Nie awansowała      |
| Hanna Titimeć                                                  | 400 m przez płotki    | 55,08                   | 2                       | 55,10            | 4.               | → Nie awansowała      | → Nie awansowała      |
| Wałentyna Horpynych-Czudina                                    | 3000 m z przeszkodami | 9:37,90                 | 7.                      |                  |                  | → Nie awansowała      | → Nie awansowała      |
| Switłana Szmidt                                                | 3000 m z przeszkodami | 10:01,09                | 12.                     |                  |                  | → Nie awansowała      | → Nie awansowała      |
| Ołesia Powch Chrystyna Stuj Marija Riemień Jelizaweta Bryzhina | sztafeta 4 × 100 m    | 42,36                   | 1.                      |                  |                  | 42,04                 | brąz                  |
| Olha Zemlak Alina Łohwynenko Hanna Jaroszczuk Natalija Pyhyda  | sztafeta 4 × 400 m    | 3:25,90                 | 2.                      |                  |                  | 3:23,57               | 4.                    |
| Nadiya Borovska                                                | chód 20 km            |                         |                         |                  |                  | 1:30,03               | 16.                   |
| Olha Iakovenko                                                 | chód 20 km            |                         |                         |                  |                  | 1:32:07               | 27.                   |
| Jelena Szumkina                                                | chód 20 km            |                         |                         |                  |                  | 1:36:42               | 50.                   |

Konkurencje techniczne
| Zawodniczka              | Konkurencja    | Kwalifikacje | Kwalifikacje | Finał            | Finał            |
| Zawodniczka              | Konkurencja    | Wynik        | Miejsce      | Wynik            | Miejsce          |
| ------------------------ | -------------- | ------------ | ------------ | ---------------- | ---------------- |
| Ołena Chołosza           | skok wzwyż     | 1,90         | 15.          | → Nie awansowała | → Nie awansowała |
| Wiktorija Stiopina       | skok wzwyż     | 1,80         | 34.          | → Nie awansowała | → Nie awansowała |
| Hanna Skydan             | rzut młotem    | 68,50        | 19.          | → Nie awansowała | → Nie awansowała |
| Iryna Nowożyłowa         | rzut młotem    | 65,35        | 33.          | → Nie awansowała | → Nie awansowała |
| Wira Rebryk              | rzut oszczepem | 58,97        | 19.          | → Nie awansowała | → Nie awansowała |
| Hanna Haćko              | rzut oszczepem | 58,37        | 22.          | → Nie awansowała | → Nie awansowała |
| Marharyta Dorożon        | rzut oszczepem | 56,74        | 28.          | → Nie awansowała | → Nie awansowała |
| Natalija Kuszcz          | skok o tyczce  | 4,25         | 26.          | → Nie awansowała | → Nie awansowała |
| Hanna Szełech            | skok o tyczce  | 4,10         | 33.          | → Nie awansowała | → Nie awansowała |
| Natalija Fokina-Semenowa | rzut dyskiem   | 60,61        | 18.          | → Nie awansowała | → Nie awansowała |
| Kateryna Karsak          | rzut dyskiem   | 58,64        | 28.          | → Nie awansowała | → Nie awansowała |
| Wiktorija Rybałko        | skok w dal     | 6,29         | 20.          | → Nie awansowała | → Nie awansowała |
| Marharyta Twerdohlib     | skok w dal     | 6,19         | 26.          | → Nie awansowała | → Nie awansowała |
| Olha Saładucha           | trójskok       | 14,35        | 5.           | 14,79            | brąz             |
| Hanna Kniaziewa          | trójskok       | 14,33        | 6.           | 14,56            | 4.               |
| Hanna Demydowa           | trójskok       | 13,97        | 15.          | → Nie awansowała | → Nie awansowała |

| Zawodniczka       | Konkurencja | Konkurencja                | Wyniki                   | Punkty                      | Miejsce                     |
| ----------------- | ----------- | -------------------------- | ------------------------ | --------------------------- | --------------------------- |
| Ludmyła Josypenko | siedmiobój  | bieg na 100 m przez płotki | 13,25                    | 1087                        | 1.                          |
| Ludmyła Josypenko | siedmiobój  | skok wzwyż                 | 1016                     | 1,83                        | 1.                          |
| Ludmyła Josypenko | siedmiobój  | pchnięcie kulą             | 13,90                    | 787                         | 16.                         |
| Ludmyła Josypenko | siedmiobój  | bieg 200 m                 | 23,68                    | 1012                        | 7.                          |
| Ludmyła Josypenko | siedmiobój  | skok w dal                 | 6,31                     | 946                         | 4.                          |
| Ludmyła Josypenko | siedmiobój  | rzut oszczepem             | 49,63                    | 853                         | 9.                          |
| Ludmyła Josypenko | siedmiobój  | bieg na 800 m              | 2:13,28                  | 917                         | 12.                         |
| Ludmyła Josypenko | siedmiobój  | Finał                      |                          | 6618                        | 4.                          |
| Hanna Melnyczenko | siedmiobój  | bieg na 100 m przez płotki | 13,32                    | 1077                        | 10.                         |
| Hanna Melnyczenko | siedmiobój  | skok wzwyż                 | 1,80                     | 978                         | 13.                         |
| Hanna Melnyczenko | siedmiobój  | pchnięcie kulą             | 12,96                    | 725                         | 25.                         |
| Hanna Melnyczenko | siedmiobój  | bieg 200 m                 | 24,09                    | 972                         | 11.                         |
| Hanna Melnyczenko | siedmiobój  | skok w dal                 | 6,40                     | 975                         | 3.                          |
| Hanna Melnyczenko | siedmiobój  | rzut oszczepem             | 43,86                    | 742                         | 22.                         |
| Hanna Melnyczenko | siedmiobój  | bieg na 800 m              | 2:12,90                  | 923                         | 5.                          |
| Hanna Melnyczenko | siedmiobój  | Finał                      |                          | 6392                        | 10.                         |
| Natala Dobrynśka  | siedmiobój  | bieg na 100 m przez płotki | 13,57                    | 1040                        | 22.                         |
| Natala Dobrynśka  | siedmiobój  | skok wzwyż                 | 1,83                     | 1016                        | 10.                         |
| Natala Dobrynśka  | siedmiobój  | pchnięcie kulą             | 15,05                    | 864                         | 2.                          |
| Natala Dobrynśka  | siedmiobój  | bieg 200 m                 | 24,69                    | 915                         | 22.                         |
| Natala Dobrynśka  | siedmiobój  | skok w dal                 | 3,70                     | 242                         | 17.                         |
| Natala Dobrynśka  | siedmiobój  | rzut oszczepem             | → Nie stanęła na starcie | → Nie stanęła na starcie    | → Nie stanęła na starcie    |
| Natala Dobrynśka  | siedmiobój  | bieg na 800 m              | → Nie stanęła na starcie | → Nie stanęła na starcie    | → Nie stanęła na starcie    |
| Natala Dobrynśka  | siedmiobój  | Finał                      |                          | → Nie ukończyła konkurencji | → Nie ukończyła konkurencji |

### Łucznictwo
| Zawodnik                                              | Konkurencja       | Runda rankingowa | Runda rankingowa | 1/32                        | 1/16                  | 1/8                       | Ćwierćfinały               | Półfinały        | Finał            | Finał   |
| Zawodnik                                              | Konkurencja       | Wynik            | Seed             | Przeciwnik Wynik            | Przeciwnik Wynik      | Przeciwnik Wynik          | Przeciwnik Wynik           | Przeciwnik Wynik | Przeciwnik Wynik | Pozycja |
| ----------------------------------------------------- | ----------------- | ---------------- | ---------------- | --------------------------- | --------------------- | ------------------------- | -------------------------- | ---------------- | ---------------- | ------- |
| Dmytro Hraczow                                        | indywidualnie (m) | 665              | 28.              | Marco Galiazzo 7-3          | Takaharu Furukawa 4-6 | → Nie awansował           | → Nie awansował            | → Nie awansował  | → Nie awansował  | 17.     |
| Markijan Iwaszko                                      | indywidualnie (m) | 667              | 24.              | Elias Cuesta Cobo 6-4       | Nay Myo Aung 7-1      | Kuo Cheng-wei 0-6         | → Nie awansował            | → Nie awansował  | → Nie awansował  | 9.      |
| Wiktor Ruban                                          | indywidualnie (m) | 660              | 43.              | Liu Zhaowu '6-5             | Chen Yu-chen 6-0      | Gaël Prevost 6-4          | Oh Jin-hyek 1-7            | → Nie awansował  | → Nie awansował  | 7.      |
| Dmytro Hraczow Markijan Iwaszko Wiktor Ruban          | drużynowo (k)     | 1992             | 9.               |                             |                       | Wielka Brytania · 223-212 | Korea Południowa · 220-227 | → Nie awansowały | → Nie awansowały | 5.      |
| Lidija Siczenikowa                                    | indywidualnie (k) | 645              | 31.              | Jekatierina Timofiejewa 5-6 | → Nie awansowała      | → Nie awansowała          | → Nie awansowała           | → Nie awansowała | → Nie awansowała | 33.     |
| Kateryna Pałecha                                      | indywidualnie (k) | 624              | 51.              | Miranda Leek 2-6            | → Nie awansowała      | → Nie awansowała          | → Nie awansowała           | → Nie awansowała | → Nie awansowała | 33.     |
| Tetiana Dorochowa                                     | indywidualnie (k) | 599              | 59.              | Miki Kanie 1-7              | → Nie awansowała      | → Nie awansowała          | → Nie awansowała           | → Nie awansowała | → Nie awansowała | 33.     |
| Lidija Siczenikowa Kateryna Pałecha Tetiana Dorochowa | drużynowo (k)     | 1868             | 12.              |                             |                       | Japonia · 192-207         | → Nie awansowały           | → Nie awansowały | → Nie awansowały | 9.      |

### Pięciobój nowoczesny
| Zawodnik             | Konkurencja | Szermierka | Szermierka | Szermierka | Pływanie | Pływanie | Pływanie | Jazda konna | Jazda konna | Jazda konna | Kombinacja: strzelanie/bieg przełajowy | Kombinacja: strzelanie/bieg przełajowy | Kombinacja: strzelanie/bieg przełajowy | Suma punktów | Pozycja |
| Zawodnik             | Konkurencja | Wynik      | M.         | Punkty     | Czas     | M.       | Punkty   | Kary        | M.          | Punkty      | Czas                                   | M.                                     | Punkty                                 | Suma punktów | Pozycja |
| -------------------- | ----------- | ---------- | ---------- | ---------- | -------- | -------- | -------- | ----------- | ----------- | ----------- | -------------------------------------- | -------------------------------------- | -------------------------------------- | ------------ | ------- |
| Pawło Tymoszczenko   | mężczyźni   | 13-22      | 33.        | 712        | 2:08,15  | 23.      | 1264     | 60          | 14.         | 1140        | 10:48,37                               | 15.                                    | 2408                                   | 5524         | 23.     |
| Dmytro Kirpulianskij | mężczyźni   | 17-18      | 13.        | 808        | 2:04,83  | 16.      | 1304     | 860         | 35.         | 340         | 11:18,80                               | 28.                                    | 2288                                   | 4740         | 35.     |
| Iryna Chochłowa      | kobiety     | 18-17      | 16.        | 832        | 2:16,22  | 9.       | 1168     | 0           | 1.          | 1200        | 12:32,44                               | 22.                                    | 1992                                   | 5192         | 10.     |
| Wiktoria Tereszczuk  | kobiety     | 14-21      | 28.        | 736        | 2:16,07  | 8.       | 1168     | 132         | 26.         | 1068        | 12:24,64                               | 18.                                    | 2024                                   | 4996         | 23.     |

### Pływanie
Mężczyźni
| Zawodnik         | Konkurencja       | Eliminacje | Eliminacje | Półfinał        | Półfinał        | Finał           | Finał           |
| Zawodnik         | Konkurencja       | Czas       | Miejsce    | Czas            | Miejsce         | Czas            | Miejsce         |
| ---------------- | ----------------- | ---------- | ---------- | --------------- | --------------- | --------------- | --------------- |
| Andrij Howorow   | 50 m dowolnym     | 22,09      | 3.         | 22,12           | 14.             | → Nie awansował | → Nie awansował |
| Serhij Frołow    | 400 m dowolnym    | 3:50,63    | 17.        |                 |                 | → Nie awansował | → Nie awansował |
| Serhij Frołow    | 1500 m dowolnym   | 14:59,19   | 10.        |                 |                 | → Nie awansował | → Nie awansował |
| Ołeksandr Isakow | 100 m grzbietowym | 55,43      | 35.        | → Nie awansował | → Nie awansował | → Nie awansował | → Nie awansował |
| Ołeksandr Isakow | 200 m grzbietowym | 2:00,78    | 30.        | → Nie awansował | → Nie awansował | → Nie awansował | → Nie awansował |
| Walerij Dymo     | 100 m klasycznym  | 1:01,27    | 23.        | → Nie awansował | → Nie awansował | → Nie awansował | → Nie awansował |
| Ihor Borysyk     | 200 m klasycznym  | 2:12,61    | 22.        | → Nie awansował | → Nie awansował | → Nie awansował | → Nie awansował |
| Ilja Czujew      | 200 m motylkowym  | 1:59,65    | 28.        | → Nie awansował | → Nie awansował | → Nie awansował | → Nie awansował |
| Maksym Szemberew | 200 m zmiennym    | 2:03,40    | 33.        | → Nie awansował | → Nie awansował | → Nie awansował | → Nie awansował |
| Maksym Szemberew | 400 m zmiennym    | 4:16.63    | 15.        |                 |                 | → Nie awansował | → Nie awansował |
| Ihor Czerwynśkyj | 10 km             |            |            |                 |                 | 1:50:56,9       | 14.             |

Kobiety
| Zawodniczka                                                | Konkurencja       | Eliminacje | Eliminacje | Półfinał         | Półfinał         | Finał            | Finał            |
| Zawodniczka                                                | Konkurencja       | Czas       | Miejsce    | Czas             | Miejsce          | Czas             | Miejsce          |
| ---------------------------------------------------------- | ----------------- | ---------- | ---------- | ---------------- | ---------------- | ---------------- | ---------------- |
| Darja Stepaniuk                                            | 50 m dowolnym     | 25,70      | 33.        | → Nie awansowała | → Nie awansowała | → Nie awansowała | → Nie awansowała |
| Daryna Zewina                                              | 100 m grzbietowym | 1:00,57    | 18.        | → Nie awansowała | → Nie awansowała | → Nie awansowała | → Nie awansowała |
| Daryna Zewina                                              | 200 m grzbietowym | 2:09,40    | 2.         | 2:09,70          | 12.              | → Nie awansowała | → Nie awansowała |
| Marija Liwer                                               | 100 m klasycznym  | 1:11,23    | 37.        | → Nie awansowała | → Nie awansowała | → Nie awansowała | → Nie awansowała |
| Hanna Dzerkal                                              | 200 m klasycznym  | 2:27,09    | 17.        | → Nie awansowała | → Nie awansowała | → Nie awansowała | → Nie awansowała |
| Hanna Dzerkal                                              | 200 m zmiennym    | 2:14,55    | 18.        | → Nie awansowała | → Nie awansowała | → Nie awansowała | → Nie awansowała |
| Hanna Dzerkal                                              | 400 m zmiennym    | 4:48,19    | 26.        |                  |                  | → Nie awansowała | → Nie awansowała |
| Olha Beresniewa                                            | 10 km             |            |            |                  |                  | 1:58:44,4        | 7.               |
| Daryna Zewina Hanna Dzerkal Daryna Stepaniuk Iryna Hławnyk | 4 × 200m dowolnym | 8:12,67    | 15.        |                  |                  | → Nie awansowały | → Nie awansowały |

### Pływanie synchroniczne
| Zawodnik                        | Konkurencja | Eliminacje                    | Eliminacje                    | Eliminacje                 | Eliminacje                 | Eliminacje         | Eliminacje         | Finał  | Finał   |
| Zawodnik                        | Konkurencja | Eliminacje – runda techniczna | Eliminacje – runda techniczna | Eliminacje – runda dowolna | Eliminacje – runda dowolna | Eliminacje – Razem | Eliminacje – Razem | Finał  | Finał   |
| Zawodnik                        | Konkurencja | Punkty                        | Miejsce                       | Punkty                     | Miejsce                    | Punkty             | Miejsce            | Punkty | Miejsce |
| ------------------------------- | ----------- | ----------------------------- | ----------------------------- | -------------------------- | -------------------------- | ------------------ | ------------------ | ------ | ------- |
| Darija Juszko Ksenija Sidorenko | Duety       | 92,200                        | 6.                            | 92,140                     | 6.                         | 184,340            | 6.                 | 92,670 | 6.      |

### Podnoszenie ciężarów
Mężczyźni
| Zawodnik           | Konkurencja | Rwanie | Rwanie  | Podrzut | Podrzut | Razem  | Pozycja |
| Zawodnik           | Konkurencja | Wynik  | Pozycja | Wynik   | Pozycja | Razem  | Pozycja |
| ------------------ | ----------- | ------ | ------- | ------- | ------- | ------ | ------- |
| Kostiantyn Pilijew | −94 kg      | 166 kg | 13.     | 206 kg  | 12.     | 372 kg | 12.     |
| Ołeksij Torochtij  | −105 kg     | 185 kg | 2.      | 227 kg  | 1.      | 412 kg | DSQ     |
| Serhij Tahirow     | −105 kg     | 174 kg | 10.     | 200 kg  | 10.     | 374 kg | 10.     |
| Ihor Szymeczko     | +105 kg     | 197 kg | 5.      | 232 kg  | 8.      | 429 kg | 6.      |

Kobiety
| Zawodniczka     | Konkurencja | Rwanie | Rwanie  | Podrzut | Podrzut | Razem  | Pozycja |
| Zawodniczka     | Konkurencja | Wynik  | Pozycja | Wynik   | Pozycja | Razem  | Pozycja |
| --------------- | ----------- | ------ | ------- | ------- | ------- | ------ | ------- |
| Julija Paratowa | −53 kg      | 91 kg  | 5.      | 108 kg  | 9.      | 199 kg | 6.      |
| Julija Kalina   | −58 kg      | 106 kg | 2.      | 130 kg  | 4.      | 235 kg | brąz    |

### Skoki do wody
Mężczyźni
| Zawodnik                        | Konkurencja                   | Preeliminacje | Preeliminacje | Półfinał | Półfinał | Finał           | Finał           |
| Zawodnik                        | Konkurencja                   | Punkty        | Miejsce       | Punkty   | Miejsce  | Punkty          | Miejsce         |
| ------------------------------- | ----------------------------- | ------------- | ------------- | -------- | -------- | --------------- | --------------- |
| Ilja Kwasza                     | trampolina 3 m indywidualnie  | 470,25        | 6.            | 478,60   | 7.       | 462,25          | 8.              |
| Ołeksij Pryhorow                | trampolina 3 m indywidualnie  | 439,80        | 17.           | 414,15   | 16.      | → Nie awansował | → Nie awansował |
| Ołeksandr Bondar                | wieża 10 m indywidualnie      | 481,65        | 7.            | 496,30   | 11.      | 443,70          | 12.             |
| Anton Zacharow                  | wieża 10 m indywidualnie      | 451,35        | 12.           | 464,70   | 15.      | → Nie awansował | → Nie awansował |
| Ilja Kwasza Ołeksij Pryhorow    | trampolina 3 m synchronicznie |               |               |          |          | 434,22          | 4.              |
| Ołeksandr Bondar Anton Zacharow | wieża 10 m synchronicznie     |               |               |          |          | 433,32          | 8.              |

Kobiety
| Zawodniczka                          | Konkurencja                   | Preeliminacje | Preeliminacje | Półfinał         | Półfinał         | Finał            | Finał            |
| Zawodniczka                          | Konkurencja                   | Punkty        | Miejsce       | Punkty           | Miejsce          | Punkty           | Miejsce          |
| ------------------------------------ | ----------------------------- | ------------- | ------------- | ---------------- | ---------------- | ---------------- | ---------------- |
| Olena Fedorova                       | trampolina 3 m indywidualnie  | 308,70        | 14.           | 314,70           | 12.              | 317,80           | 9.               |
| Hanna Pysmenska                      | trampolina 3 m indywidualnie  | 271,50        | 21.           | → Nie awansowała | → Nie awansowała | → Nie awansowała | → Nie awansowała |
| Julia Prokopczuk                     | wieża 10 m indywidualnie      | 324,85        | 11.           | 315,80           | 12.              | 344,55           | 12.              |
| Olena Fedorova Hanna Pysmenska       | trampolina 3 m synchronicznie |               |               |                  |                  | 302,40           | 6.               |
| Julia Prokopczuk Wiktoria Potiechina | wieża 10 m synchronicznie     |               |               |                  |                  | 299,64           | 8.               |

### Strzelectwo
Mężczyźni
| Zawodnik        | Konkurencja | Kwalifikacje | Kwalifikacje | Finał           | Finał           |
| Zawodnik        | Konkurencja | Wynik        | Pozycja      | Wynik           | Pozycja         |
| --------------- | ----------- | ------------ | ------------ | --------------- | --------------- |
| Denys Kusznirow | ppn 60      | 577          | 19.          | → Nie awansował | → Nie awansował |
| Ołeh Omelczuk   | ppn 60      | 583          | 6.           | 683,6           | 5.              |
| Ołeh Omelczuk   | pdw 60      | 548          | 29.          | → Nie awansował | → Nie awansował |
| Roman Bondaruk  | psp 60      | 579          | 12.          | → Nie awansował | → Nie awansował |
| Serhij Kulisz   | Kpn 60      | 593          | 18.          | → Nie awansował | → Nie awansował |
| Serhij Kulisz   | kdw 60l     | 583          | 49.          | → Nie awansował | → Nie awansował |
| Serhij Kulisz   | Kdw 3 × 40  | 1166         | 14.          | → Nie awansował | → Nie awansował |
| Artur Ajwazian  | Kpn 6       | 593          | 19.          | → Nie awansował | → Nie awansował |
| Artur Ajwazian  | kdw 60l     | 593          | 21.          | → Nie awansował | → Nie awansował |
| Artur Ajwazian  | Kdw 3 × 40  | 1168         | 10.          | → Nie awansował | → Nie awansował |

Kobiety
| Zawodnik        | Konkurencja | Kwalifikacje | Kwalifikacje | Finał            | Finał            |
| Zawodnik        | Konkurencja | Wynik        | Pozycja      | Wynik            | Pozycja          |
| --------------- | ----------- | ------------ | ------------ | ---------------- | ---------------- |
| Ołena Kostewycz | ppn 40      | 387          | 2.           | 486,6            | brąz             |
| Ołena Kostewycz | psp 60      | 585          | 5.           | 788,6            | brąz             |
| Darja Szaripowa | Kpn 40      | 395          | 13.          | → Nie awansowała | → Nie awansowała |
| Darja Szaripowa | Ksp 3 × 20  | 573          | 38.          | → Nie awansowała | → Nie awansowała |
| Daryna Tychowa  | Kpn 40      | 394          | 23.          | → Nie awansowała | → Nie awansowała |
| Daryna Tychowa  | Ksp 3 × 20  | 577          | 26.          | → Nie awansowała | → Nie awansowała |

### Szermierka
Mężczyźni
| Zawodnik           | Konkurencja          | 1/32             | 1/16                   | 1/8              | Ćwierćfinały     | Półfinały        | Finał            | Finał   |
| Zawodnik           | Konkurencja          | Przeciwnik Wynik | Przeciwnik Wynik       | Przeciwnik Wynik | Przeciwnik Wynik | Przeciwnik Wynik | Przeciwnik Wynik | Pozycja |
| ------------------ | -------------------- | ---------------- | ---------------------- | ---------------- | ---------------- | ---------------- | ---------------- | ------- |
| Dmytro Kariuczenko | szpada indywidualnie |                  | Yannick Borel 10-15    | → Nie awansował  | → Nie awansował  | → Nie awansował  | → Nie awansował  | 17.     |
| Dymytro Bojko      | szabla indywidualnie |                  | Rareș Dumitrescu 12-15 | → Nie awansował  | → Nie awansował  | → Nie awansował  | → Nie awansował  | 17.     |

Kobiety
| Zawodnik                                                             | Konkurencja          | 1/32                  | 1/16                     | 1/8                    | Ćwierćfinały         | Miejsca 5-8.     | Półfinały           | Mecz o 7. miejsce | Finał                | Finał   |
| Zawodnik                                                             | Konkurencja          | Przeciwnik Wynik      | Przeciwnik Wynik         | Przeciwnik Wynik       | Przeciwnik Wynik     | Przeciwnik Wynik | Przeciwnik Wynik    | Przeciwnik Wynik  | Przeciwnik Wynik     | Pozycja |
| -------------------------------------------------------------------- | -------------------- | --------------------- | ------------------------ | ---------------------- | -------------------- | ---------------- | ------------------- | ----------------- | -------------------- | ------- |
| Olha Łełejko                                                         | floret indywidualnie | Anissa Khelfaoui 15-4 | Nam Hyun-hee 9-15        | → Nie awansowała       | → Nie awansowała     | → Nie awansowała | → Nie awansowała    | → Nie awansowała  | → Nie awansowała     | 17.     |
| Olha Charłan                                                         | szabla indywidualnie |                       | Margarita Czomakowa 15-8 | Səbinə Mikina 15-10    | Irene Vecchi 15-9    |                  | Sofja Wielika 12-15 |                   | Mariel Zagunis 15-10 | brąz    |
| Jana Szemiakina                                                      | szpada indywidualnie |                       | Lubow Szutowa 15-12      | Ana Maria Brânză 14-13 | Simona Gherman 15-14 |                  | Sun Yujie 14-13     |                   | Britta Heidemann 9-8 | złoto   |
| Ołena Krywycka                                                       | szpada indywidualnie | Susie Scanlan 15-13   | Anca Măroiu 10-15        | → Nie awansowała       | → Nie awansowała     | → Nie awansowała | → Nie awansowała    | → Nie awansowała  | → Nie awansowała     | 17.     |
| Ksenija Pantelejewa                                                  | szpada indywidualnie | Yeung Chui Ling 15-11 | Li Na 10-15              | → Nie awansowała       | → Nie awansowała     | → Nie awansowała | → Nie awansowała    | → Nie awansowała  | → Nie awansowała     | 17.     |
| Jana Szemiakina Ołena Krywycka Ksenija Pantelejewa Anfisa Poczkałowa | szpada drużynowo     |                       |                          |                        | Rosja · 34-45        | Niemcy · 36-45   | → Nie awansowały    | Włochy · 40-45    | → Nie awansowały     | 8.      |

### Taekwondo
Kobiety
| Zawodnik       | Konkurencja | 1/8                | Ćwierćfinał            | Półfinał         | Repesaż 1        | Repesaż 2        | Finał            | Finał   |
| Zawodnik       | Konkurencja | Przeciwnik Wynik   | Przeciwnik Wynik       | Przeciwnik Wynik | Przeciwnik Wynik | Przeciwnik Wynik | Przeciwnik Wynik | Pozycja |
| -------------- | ----------- | ------------------ | ---------------------- | ---------------- | ---------------- | ---------------- | ---------------- | ------- |
| Maryna Koniewa | +67 kg      | Nadin Dawani 18-13 | Glenhis Hernández 2-16 | → Nie awansowała | → Nie awansowała | → Nie awansowała | → Nie awansowała | 9.      |

Mężczyźni
| Zawodnik         | Konkurencja | 1/8                 | Ćwierćfinał        | Półfinał         | Repesaż 1             | Repesaż 2        | Finał            | Finał   |
| Zawodnik         | Konkurencja | Przeciwnik Wynik    | Przeciwnik Wynik   | Przeciwnik Wynik | Przeciwnik Wynik      | Przeciwnik Wynik | Przeciwnik Wynik | Pozycja |
| ---------------- | ----------- | ------------------- | ------------------ | ---------------- | --------------------- | ---------------- | ---------------- | ------- |
| Hryhorij Husarow | −68 kg      | Logan Campbell 10-6 | Servet Tazegül 2-9 | → Nie awansował  | Terrence Jennings 2-3 | → Nie awansował  | → Nie awansował  | 7.      |

### Tenis stołowy
| Zawodnik          | Konkurencja        | Eliminacje       | Runda 1                                                       | Runda 2                                                    | Runda 3          | 1/8 finału       | Ćwierćfinały     | Półfinały        | Finał            | Finał   |
| Zawodnik          | Konkurencja        | Przeciwnik Wynik | Przeciwnik Wynik                                              | Przeciwnik Wynik                                           | Przeciwnik Wynik | Przeciwnik Wynik | Przeciwnik Wynik | Przeciwnik Wynik | Przeciwnik Wynik | Pozycja |
| ----------------- | ------------------ | ---------------- | ------------------------------------------------------------- | ---------------------------------------------------------- | ---------------- | ---------------- | ---------------- | ---------------- | ---------------- | ------- |
| Jarosław Żmudenko | gra pojedyncza (m) |                  | Omar Assar 1-4 11:8,6:11, 11:13, 9:11, 12:14                  | → Nie awansował                                            | → Nie awansował  | → Nie awansował  | → Nie awansował  | → Nie awansował  | → Nie awansował  | 33.     |
| Ołeksandr Diduch  | gra pojedyncza (m) |                  | Marcelo Aguirre 4-3 11:7, 7:11, 10:12, 11:4, 11:7, 7:11, 11:9 | Chen Weixing 0-4 7:11, 5:11, 6:11, 7:11                    | → Nie awansował  | → Nie awansował  | → Nie awansował  | → Nie awansował  | → Nie awansował  | 33.     |
| Marharyta Pesoćka | gra pojedyncza (k) |                  | Sara Ramírez 4-1 11:7, 11:9, 8:11, 13:11, 11:6                | Li Jiao 0-4 3:11, 9:11, 4:11, 4:11                         | → Nie awansował  | → Nie awansował  | → Nie awansował  | → Nie awansował  | → Nie awansował  | 17.     |
| Tetiana Bilenko   | gra pojedyncza (k) |                  | Paula Medina 4-1 11:4, 11:2, 11:8, 8:11, 11:7                 | Daniela Dodean 3-4 11:7, 11:8, 5:11, 11:5, 7:11, 9:11,2:11 | → Nie awansowała | → Nie awansowała | → Nie awansowała | → Nie awansowała | → Nie awansowała | 33.     |

### Tenis ziemny
Kobiety
| Zawodnik            | Konkurencja | 1/32                        | 1/16             | 1/8              | Ćwierćfinały     | Półfinały        | Finał            | Finał          |
| Zawodnik            | Konkurencja | Przeciwnik Wynik            | Przeciwnik Wynik | Przeciwnik Wynik | Przeciwnik Wynik | Przeciwnik Wynik | Przeciwnik Wynik | Pozycja        |
| ------------------- | ----------- | --------------------------- | ---------------- | ---------------- | ---------------- | ---------------- | ---------------- | -------------- |
| Kateryna Bondarenko | singel      | Petra Kvitová 4:6, 7:5, 4:6 | → Nie awansowała | → Nie awansowała | → Nie awansowała | → Nie awansowała | → Nie awansowała | Miejsca 33-64. |

Mężczyźni
| Zawodnik          | Konkurencja | 1/32                         | 1/16             | 1/8              | Ćwierćfinały     | Półfinały        | Finał            | Finał          |
| Zawodnik          | Konkurencja | Przeciwnik Wynik             | Przeciwnik Wynik | Przeciwnik Wynik | Przeciwnik Wynik | Przeciwnik Wynik | Przeciwnik Wynik | Pozycja        |
| ----------------- | ----------- | ---------------------------- | ---------------- | ---------------- | ---------------- | ---------------- | ---------------- | -------------- |
| Serhij Stachowski | singel      | Lleyton Hewitt 3:6, 6:4, 3:6 | → Nie awansował  | → Nie awansował  | → Nie awansował  | → Nie awansował  | → Nie awansował  | Miejsca 33-64. |

### Triathlon
| Zawodnik            | Konkurencja | Pływanie (1,5 km)    | Zmiana 1             | Jazda na rowerze (40 km) | Zmiana 2             | Bieg (10 km)         | Czas                 | Pozycja              |
| ------------------- | ----------- | -------------------- | -------------------- | ------------------------ | -------------------- | -------------------- | -------------------- | -------------------- |
| Daniło Sapunow      | mężczyźni   | 18:08                | 0:42                 | 59:35                    | 0:29                 | 32:38                | 1:51:32              | 42.                  |
| Julija Jelistratowa | kobiety     | → Została zdublowana | → Została zdublowana | → Została zdublowana     | → Została zdublowana | → Została zdublowana | → Została zdublowana | → Została zdublowana |

### Wioślarstwo
Mężczyźni
| Zawodnik | Konkurencja | Eliminacje | Eliminacje | Repesaż | Repesaż | Półfinały A/B | Półfinały A/B | Finał A/B | Finał A/B | Miejsce |
| Zawodnik | Konkurencja | Czas       | M.         | Czas    | M.      | Czas          | M.            | Czas      | M.        | Miejsce |
| --- | ----------- | ---------- | ---------- | ------- | ------- | ------------- | ------------- | --------- | --------- | ------- |
| Dmytro Michaj Artem Morozow | M2x         | 6:49,70    | 4.         | 6:30,19 | 2.      | 6:36,52       | 6.            | 6:31,51   | 5.(B)     | 11.     |
| Wołodymyr Pawłowśkyj Kostiantyn Zajcew Serhij Hryń Iwan Hryń                                                                               | M4x         | 5:43,46    | 3.         |         |         | 6:16,232      | 5.            | 6:01,23   | 3.(B)     | 9.      |
| Anton Cholaznykow Wiktor Hrebennykow Iwan Tymko Artem Moroz Andrij Pryweda Wałentyn Kleckoj Ołeh Łykow Serhij Czykanow Ołeksandr Konowaluk | M8+         | 5:38,02    | 4.         | 5:42,19 | 6.      |               |               | 6:07,33   | 2.(B)     | 8.      |

Kobiety
| Zawodnik                                                                  | Konkurencja | Eliminacje | Eliminacje | Repesaż | Repesaż | Półfinały A/B | Półfinały A/B | Finał A/B | Finał A/B | Miejsce |
| Zawodnik                                                                  | Konkurencja | Czas       | M.         | Czas    | M.      | Czas          | M.            | Czas      | M.        | Miejsce |
| ------------------------------------------------------------------------- | ----------- | ---------- | ---------- | ------- | ------- | ------------- | ------------- | --------- | --------- | ------- |
| Hanna Krawczenko Ołena Buriak                                             | W2x         | 7:09,40    | 5.         | 7:23,02 | 6.      |               |               | 7:36,65   | 4.(B)     | 10.     |
| Kateryna Tarasenko Natalija Dowhodko Anastasija Kożenkowa Jana Dementiewa | W4x         | 6:14,82    | 1.         |         |         |               |               | 6:35,93   | 1.(A)     | złoto   |

### Zapasy
Mężczyźni – styl klasyczny
| Zawodnik        | Konkurencja | Kwalifikacje         | 1/8                | Ćwierćfinał             | Półfinał         | Repesaż 1        | Repesaż 2        | Finał            | Finał   |
| Zawodnik        | Konkurencja | Przeciwnik Wynik     | Przeciwnik Wynik   | Przeciwnik Wynik        | Przeciwnik Wynik | Przeciwnik Wynik | Przeciwnik Wynik | Przeciwnik Wynik | Pozycja |
| --------------- | ----------- | -------------------- | ------------------ | ----------------------- | ---------------- | ---------------- | ---------------- | ---------------- | ------- |
| Wjuhar Rahimow  | −55 kg      | Li Shujin 2-6        | → Nie awansował    | → Nie awansował         | → Nie awansował  | → Nie awansował  | → Nie awansował  | → Nie awansował  | 13.     |
| Łemur Temirow   | −60 kg      | Ałmat Kebyspajew 0-3 | → Nie awansował    | → Nie awansował         | → Nie awansował  | → Nie awansował  | → Nie awansował  | → Nie awansował  | 18.     |
| Wasyl Rachyba   | −84 kg      |                      | Haykel Achouri 3-0 | Wladimer Gegeszidze 1-2 | → Nie awansował  | → Nie awansował  | → Nie awansował  | → Nie awansował  | 8.      |
| Jewgienij Orłow | −120 kg     |                      | Rıza Kayaalp 0-4   | → Nie awansował         | → Nie awansował  | → Nie awansował  | → Nie awansował  | → Nie awansował  | 18.     |

Mężczyźni – styl wolny
| Zawodnik                 | Konkurencja | Kwalifikacje        | 1/8                    | Ćwierćfinał          | Półfinał         | Repesaż 1        | Repesaż 2        | Finał            | Finał   |
| Zawodnik                 | Konkurencja | Przeciwnik Wynik    | Przeciwnik Wynik       | Przeciwnik Wynik     | Przeciwnik Wynik | Przeciwnik Wynik | Przeciwnik Wynik | Przeciwnik Wynik | Pozycja |
| ------------------------ | ----------- | ------------------- | ---------------------- | -------------------- | ---------------- | ---------------- | ---------------- | ---------------- | ------- |
| Wasyl Fedoryszyn         | −60 kg      |                     | Malchaz Zarkua 0-4     | → Nie awansował      | → Nie awansował  | → Nie awansował  | → Nie awansował  | → Nie awansował  | 17.     |
| Andrij Kwiatkowskyy      | −66 kg      |                     | Akżürek Tangatarow 1-2 | → Nie awansował      | → Nie awansował  | → Nie awansował  | → Nie awansował  | → Nie awansował  | 13.     |
| Ibragim Ałdatow          | −84 kg      | Zaurbek Sokhiew 6-5 | Anzor Uriszew 5-10     | → Nie awansował      | → Nie awansował  | → Nie awansował  | → Nie awansował  | → Nie awansował  | 9.      |
| Wałerij Andrijcew        | −96 kg      |                     | Rustam Iskandari 6-1   | Chietag Gaziumow 5-2 | Reza Yazdani 5-0 |                  |                  | Jake Varner 0-2  | srebro  |
| Ołeksandr Chotsianiwskij | −120 kg     | Taha Akgül 0-3      | → Nie awansował        | → Nie awansował      | → Nie awansował  | → Nie awansował  | → Nie awansował  | → Nie awansował  | 14.     |

Kobiety – styl wolny
| Zawodnik             | Konkurencja | Kwalifikacje          | 1/8                    | Ćwierćfinał        | Półfinał           | Repesaż 1           | Repesaż 2              | Finał            | Finał   |
| Zawodnik             | Konkurencja | Przeciwnik Wynik      | Przeciwnik Wynik       | Przeciwnik Wynik   | Przeciwnik Wynik   | Przeciwnik Wynik    | Przeciwnik Wynik       | Przeciwnik Wynik | Pozycja |
| -------------------- | ----------- | --------------------- | ---------------------- | ------------------ | ------------------ | ------------------- | ---------------------- | ---------------- | ------- |
| Iryna Merleni        | −48 kg      |                       | Kim Hyung-joo 5-1      | Mayelis Caripá 4-0 | Mariya Stadnik 0-3 |                     | Clarissa Chun 0-4      | → Nie awansowała | 5.      |
| Tetiana Łazariewa    | −55 kg      |                       | Rabab Sayed 5-0        | Tonya Verbeek 0-2  | → Nie awansowała   | Geeta Phogat 9-0    | Jackeline Rentería 1-5 | → Nie awansowała | 5.      |
| Julija Ostapczuk     | −63 kg      | Jelena Szaligina 3T-4 | Marianna Sastin 5-0    | Lubow Wołosowa 1-3 | → Nie awansowała   | → Nie awansowała    | → Nie awansowała       | → Nie awansowała | 7.      |
| Kateryna Burmistrowa | −72 kg      |                       | Natalija Worobjowa 0-2 | → Nie awansowała   | → Nie awansowała   | Guzel Maniurowa 1-3 | → Nie awansowała       | → Nie awansowała | 13.     |

### Żeglarstwo
Kobiety
| Zawodnik      | Konkurencja | Wyścig | Wyścig | Wyścig | Wyścig | Wyścig | Wyścig | Wyścig | Wyścig | Wyścig | Wyścig | Wyścig | Punkty | Finałowa pozycja |
| Zawodnik      | Konkurencja | 1      | 2      | 3      | 4      | 5      | 6      | 7      | 8      | 9      | 10     | M*     | Punkty | Finałowa pozycja |
| ------------- | ----------- | ------ | ------ | ------ | ------ | ------ | ------ | ------ | ------ | ------ | ------ | ------ | ------ | ---------------- |
| Olha Masliweć | RS:X        | 3      | 4      | 14     | 10     | 3      | 3      | 1      | 3      | 7      | 10     | 4      | 48     | 4.               |

Mężczyźni
| Zawodnik           | Konkurencja | Wyścig | Wyścig | Wyścig | Wyścig | Wyścig | Wyścig | Wyścig | Wyścig | Wyścig | Wyścig | Wyścig | Punkty | Finałowa pozycja |
| Zawodnik           | Konkurencja | 1      | 2      | 3      | 4      | 5      | 6      | 7      | 8      | 9      | 10     | M*     | Punkty | Finałowa pozycja |
| ------------------ | ----------- | ------ | ------ | ------ | ------ | ------ | ------ | ------ | ------ | ------ | ------ | ------ | ------ | ---------------- |
| Maksym Oberemko    | RS:X        | 36     | 35     | 16     | 28     | 17     | 31     | 23     | 14     | 6      | 11     |        | 181    | 23.              |
| Wałerij Kudriaszow | Laser       | 48     | 38     | 42     | 31     | 38     | 40     | 35     | 36     | 38     | 43     |        | 341    | 44.              |
| Ołeksij Borysow    | Finn        | 21     | 18,6   | 19     | 19     | 15     | 19     | 23     | 14     | 17     | 18     |        | 160,6  | 19.              |

M = Wyścig medalowy